# مدينة متراصة

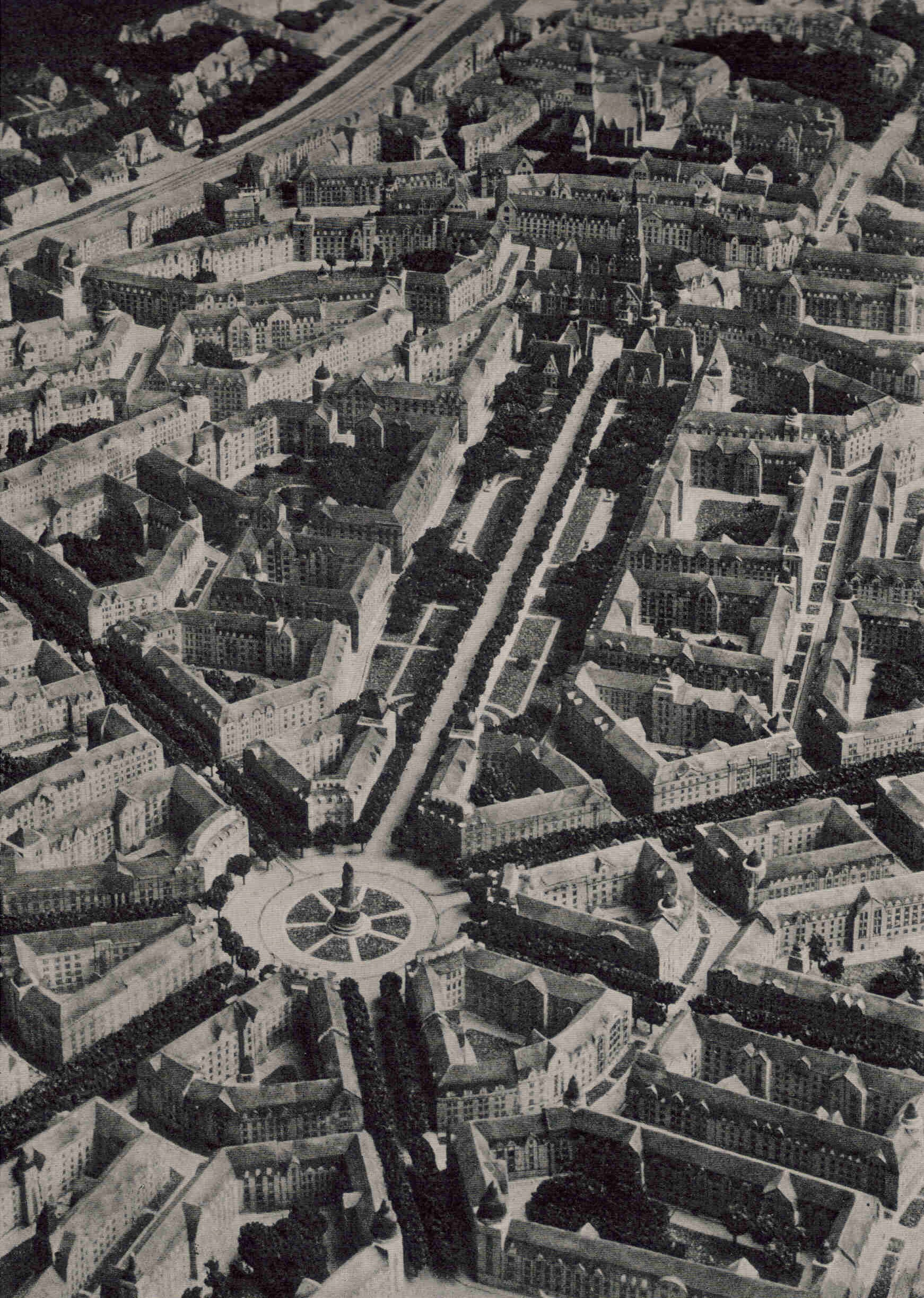

المدينة المتراصّة أو المدينة ذات المسافات القصيرة هي أحد مفاهيم التخطيط المدني و التصميم العمراني، تتعزز فيها الكثافة السكانية العالية نسبيًا مع استخدامات مختلطة للأراضي. وتعتمد على نظام نقل عام وفعّال، بتصميمِ حضريِّ يشجع على المشي وركوب الدراجات واستهلاك منخفض للطاقة مقلِّلًا بذلك التلوث، وذلك حسب ما يقول المدافعون عن هذا المفهوم. وجود مجموعة كبيرة من السكّان يوفّر فرصًا للتفاعل الاجتماعي وكذلك الشعور بالأمن بوجود «العيون على الشارع» كما أسمتها جاين جاكوبز، وتعني أنه كلما زاد عدد الأشخاص الموجودين في الأماكن العامة والشوارع، زاد الشعور بالأمان لدى السكان والمشاة في الشارع. ويمكن القول بأن مفهوم المدينة المتراصة هو من مفاهيم التخطيط الحضري الأكثر استدامة من التمدد العمراني لأنه أقل اعتمادًا على السيارة، مما يتطلب توفير أقل للبنية التحتية (ويليامز 2000، ذُكِرَ في ديمبسي 2010).